# Phryxe transita
Phryxe transita là một loài ruồi trong họ Tachinidae.